# 细弱吻沙蚕
细弱吻沙蚕（学名：Glycera tenuis）为吻沙蚕科吻沙蚕属的动物。分布于加利福尼亚，包括黄海等海域。